# ریچبورو
ریچبورو (به انگلیسی: Richborough) یک روستا در بریتانیا است که در کنت (انگلستان) واقع شده‌است.